# 宮崎県立都城農業高等学校
宮崎県立都城農業高等学校（みやざきけんりつ みやこのじょうのうぎょうこうとうがっこう）は、宮崎県都城市祝吉一丁目に所在する公立の農業高等学校。

## 概要
歴史
1916年（大正5年）創立の「北諸県郡立農学校」を前身とする。1948年（昭和23年）の学制改革により新制高等学校となる。現校名になったのは1965年（昭和40年）。2016年（平成28年）に創立100周年を迎える。
設置課程・学科
全日制課程 5学科
- 農業科
- 畜産科
- 農業土木科
- 食品科学科
- ライフデザイン科

校訓
1. 真理を求め、正義を愛し、教養豊かな人になる。
2. 個人の尊重を重んじ、自らを信ずるともに他を敬愛する人となる。
3. 勤労と責任を重んじ、たくましい実践力をもつ人となる。

校章
中央に「高」の文字を置いている。
校歌
作詞は安田尚義、作曲は岡本敏明による。歌詞は3番まであり、校名は歌詞中に登場しない。

## 沿革
旧制・農学校時代
- 1916年（大正5年）- 「北諸県郡立農学校」（乙種実業学校）が創立。
- 1922年（大正11年）4月1日 - 翌年の郡制廃止・県立移管に備え「宮崎県都城農学校」に改称。甲種実業学校に昇格。
- 1928年（昭和3年）4月1日 - 「宮崎県立都城農学校」に改称（県の後に「立」が付される）。
- 1946年（昭和21年）4月1日 - 修業年限が5年となる（ただし4年修了時点で卒業することもできた）。
- 1947年（昭和22年）
  - 4月1日 - 学制改革（六・三制の実施）が行われる。
    - 農学校の募集を停止。
    - 新制中学校を併設し（以下・併設中学校）、農学校1・2年修了者を併設中学校2・3年生として収容。
    - 併設中学校は経過措置としてあくまで暫定的に設置されたため、新たに生徒募集は行われず、在校生が2・3年生のみの中学校であった。
    - 農学校3・4年修了者はそのまま農学校4・5年生となった（ただし4年修了時点で卒業することもできた）。
- 1948年（昭和23年）3月31日 - 学制改革により閉校。

新制高等学校
- 1948年（昭和23年）
  - 4月1日 - 学制改革により都城市内の県立旧制中等教育学校4校が統合され、新制高等学校「宮崎県立都城泉ヶ丘高等学校」が発足。
    - 県立旧制中等学校4校 - 都城中学校・都城高等女学校・都城商業学校・都城農学校
    - 通常制（後の全日制）普通課程・商業課程・農業課程、定時制（夜間）普通課程を有する総合制・男女共学の高等学校。
    - 旧制中等学校卒業者（5年修了者）を新制高校3年生、旧制中等学校4年修了者を新制高校2年生、併設中学校卒業者（3年修了者）を新制高校1年生として収容。
    - 旧4校の併設中学校も統合され「宮崎県立都城泉ヶ丘高等学校 併設中学校」となり、在校生が1946年（昭和21年）に旧制中等学校へ最後に入学した3年生のみとなる。
    - 旧制中学校を「本部」、元農学校校舎を「北校舎」、元商業学校校舎を「中校舎」、元高等女学校校舎を「南校舎」とし、4校舎体制をとる。
    - 高原分校（定時制農業課程）を設置。

  - 7月1日 - 高城町立高城高等学校を統合し、高城分校（全日制普通課程・定時制農業課程・家庭課程）とする。
- 1949年（昭和24年）
  - 3月31日 - 併設中学校を廃止。高原分校を廃止（その後宮崎県立小林高等学校に移管される）。
  - 4月 - 全生徒を北校舎（元農学校校舎）に集約。他の3校舎は市内の公立新制中学校[1]へ開放。
  - 8月 - 再び4校舎に復帰。中校舎を都城市立祝吉中学校に開放される。
- 1950年（昭和25年）4月1日 - 公立高校再編により、宮崎県立都城泉ヶ丘高等学校から農業課程と高城分校が「宮崎県立都城都島高等学校[2]」に移管される。
  - 農業課程を「北校舎」、高城分校を「高城校舎」とする。高城校舎に通常制農業課程と家庭課程被服科を設置。
- 1952年（昭和27年）4月1日 - 高城校舎の通常制農業課程の募集を停止。
- 1955年（昭和30年）4月1日 - 高城校舎が分離し宮崎県立高城高等学校として独立。
- 1959年（昭和34年）4月1日 - 普通課程の学級数を2クラス減じる。
- 1961年（昭和36年）4月1日 - 工業課程が分離し宮崎県立都城工業高等学校として独立。
- 1962年（昭和37年）4月1日 - 普通課程が分離し宮崎県立都城都島第二高等学校として独立。
  - これに伴い本校の普通課程の募集を停止。ただし在校生が卒業するまで普通課程は存続。
- 1964年（昭和39年）3月31日 - 普通課程を廃止。
- 1965年（昭和40年）4月1日 - 「宮崎県立都城農業高等学校」（現校名）に改称。
- 1985年（昭和60年）2月23日 - 三股牧場を開設。
- 1999年（平成11年）4月1日 - 食品製造科を食品科学科と改称。デザイン流通科を設置。
- 2004年（平成16年）4月1日 - デザイン流通科と生活科学科の募集を停止し、ライフデザイン科を設置。

## 部活動
運動部
- 卓球部
- 野球部 - 1971年（昭和46年）夏の甲子園大会に出場。
- バレーボール部
- バスケットボール部
- テニス部（硬式）
- ラグビー部
- サッカー部 - 1986年（昭和61年）全国高校サッカー選手権に出場。
- 剣道部
- 弓道部
- 陸上部
- ソフトボール部
- 空手道部

文化部
- 放送部
- 茶道部
- 畜産研究部

## 著名な出身者
- 田上一秀-元プロ野球選手(南海ホークス)
- 北別府学-元プロ野球選手(広島東洋カープ)
- 廣池康志郎-プロ野球選手(千葉ロッテマリーンズ)
- 青島あきな-グラビアアイドル
- 米澤翼-プロバスケットボール選手
- 河野誠司-プロバスケットボール選手
- 田中美穂-プロダーツ選手

## 交通
最寄りの鉄道駅
- JR九州 日豊本線・吉都線 「都城駅」

最寄りのバス停
- 宮崎交通「農業高校前」バス停

最寄りの幹線道路
- 国道269号 「都城農業高校前」交差点

## 周辺
- 都城市立祝吉小学校
- 都城市立祝吉中学校
- 都城保健所
- 国立病院機構都城医療センター